# Badminton House
Pour les articles homonymes, voir Badminton (homonymie).

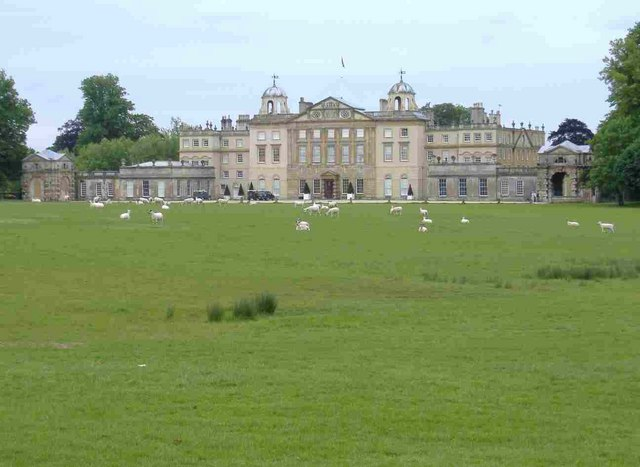
Badminton House en 2007.

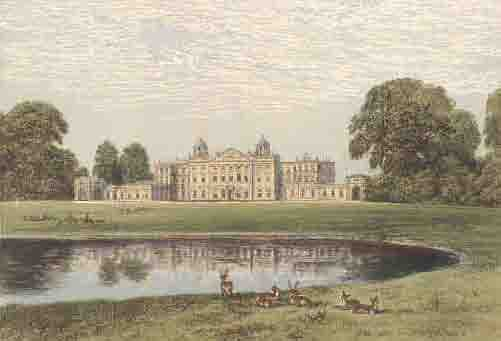
Badminton House au XIXe siècle.

Badminton House est un château situé à Badminton dans le Gloucestershire, en Angleterre. Il est le siège principal des ducs de Beaufort depuis le XVIIe siècle, lorsque la famille déménagea de Raglan Castle, détruit pendant la guerre civile anglaise.

## Histoire
L’architecte William Kent rénova et prolongea la demeure dans le style palladien au début du XVIIIe siècle, tout en gardant beaucoup d’éléments antérieurs. 
Le badminton, et notamment ses règles actuelles, aurait probablement été inventé et popularisé au sein de cette propriété. Selon une des explications proposées, au XIXe siècle, des officiers revenus des Indes y auraient inventé ce jeu en s'inspirant du poona indien (nom de la ville dont il est originaire) utilisant une raquette et une balle, et en plantant des plumes dans un bouchon de champagne.
La reine Mary demeura à Badminton House pendant une bonne partie de la Seconde Guerre mondiale . Son personnel occupa la plupart des pièces du château, causant beaucoup de dérangement pour la famille ducale.
Au XXIe siècle, Badminton House est connue pour son concours hippique (Badminton Horse Trials).

## Anecdotes
Des séquences des films Les Vestiges du jour et Pearl Harbor ont pour cadre Badminton House, ainsi que les séries télévisées Bienvenue à Sanditon et  The Gentlemen.